# A Dog's Purpose
A Dog's Purpose is een Amerikaanse comedy-dramafilm uit 2017, geregisseerd door Lasse Hallström en geschreven door Audrey Wells. De film is gebaseerd op de gelijknamige roman geschreven door William Bruce Cameron. In de film spelen onder andere Britt Robertson, Dennis Quaid, KJ Apa, Josh Gad, Peggy Lipton, and Juliet Rylance. De film wordt gedistribueerd door Universal Pictures.

## Verhaal
De film draait om de hond Bailey. Bailey's leven wordt van geboorte tot de dood, door verschillende reïncarnaties heen, gevolgd.

## Rolverdeling
- Britt Robertson als Hannah (jong)[3]
- Dennis Quaid als Ethan (volwassene)[3]
- KJ Apa als Ethan (jong)[3]
- Josh Gad als Bailey (stem)[4]
- Peggy Lipton als Hannah (volwassen)[3]
- Juliet Rylance als Elizabeth (moeder van Ethan)[3]
- Pooch Hall als Al[5]
- John Ortiz als Carlos
- Luke Kirby als Jim (vader van Ethan)

## Achtergrond

### Productie en release
In 2015 verkreeg DreamWorks de filmrechten voor van de oorspronkelijke roman, maar de film werd uiteindelijk onder de naam van Amblin Entertainment uitgebracht vanwege een nieuwe marketingstrategie van Amblin Partners'. Op 27 januari 2017 werd de film uitgebracht door Universal Pictures.

### Commotie
Op 18 januari 2017 verscheen er een video op TMZ van de filmset. Daarop is te zien dat er een Duitse herder genaamd Hercules in snel stromend water geduwd wordt, terwijl de hond duidelijk zichtbaar tegenstribbelt. Later is te zien dat de hond volledig onder water verdwijnt. Op de set wordt vervolgens geroepen "cut it" om de opname te stoppen, waarna verschillende mensen op de hond afkomen. De American Humane Association, een Amerikaanse organisatie die er op toe dient te zien dat dieren in de creatieve industrie niet misbruikt worden, meldde dat de verantwoordelijke op de filmset was geschorst en dat het incident verder onderzocht werd. De Amerikaanse dierenrechtenorganisatie PETA riep op tot een boycot van de film. Acteur Josh Gad, die niet op de set was tijdens het maken van de film, zei droevig en geschokt te zijn door de beelden waarin de hond tegen zijn wil in het water wordt geduwd.
Regisseur Lasse Hallström meldde op Twitter dat hij geen getuige was geweest van de gebeurtenis, en geschokt was toen hij de beelden zag. Filmproductiebedrijf Amblin Entertainment zei een in een verklaring dat Hercules die dag de stunt niet uit wou voeren, waarna het productieteam niet verder is gegaan met het filmen. Ook liet het weten dat Hercules gelukkig en gezond is.
De première werd afgelast door de producent om te voorkomen dat het incident de boventoon zou voeren.